# Ein Mord mit Aussicht
Ein Mord mit Aussicht ist der Titel eines 90-minütigen Kriminalfilms, der Teil der komödiantischen Serie Mord mit Aussicht ist. Die Erstausstrahlung fand am 28. Dezember 2015 auf dem Sender Das Erste statt, am darauffolgenden Tag erschienen die Blu-ray und DVD des Films. Die Filmpremiere war am 15. September 2015. Die Dreharbeiten fanden von November bis Dezember 2014 in Köln und Umgebung statt.

## Handlung
In einer Albtraumsequenz durchleidet die Leiterin der Hengascher Polizeiwache Sophie Haas, wie der Kölner „Oberkommissarsleiter“ Hans-Peter Jogereit immer wieder grundlos ihre Bewerbung bei der Kölner Polizei ablehnt und statt ihrer Heike Schäffer einstellt, die Ehefrau ihres Untergebenen Dietmar Schäffer.
In der Realität feiert man auf der Wache an diesem Morgen Schäffers Geburtstag, als die Meldung eintrifft, dass im benachbarten Hammelforst eingebrochen worden sei. Besitzer des betroffenen Ferienhauses ist Jogereit. Dieser war, wie Haas ihrer Kollegin Bärbel Schmied auf dem Weg erläutert, vor einiger Zeit in einen Bestechungsskandal verwickelt und hatte auch in Wirklichkeit ihre Bewerbung abgelehnt.
Bei der Bestandsaufnahme am Tatort stellt Haas fest, dass Jogereit eine geladene Pistole nicht gesetzesmäßig in der Wohnung verwahrt und erstattet deshalb Anzeige gegen ihn.
Spät abends erreicht Sophie Haas ein Anruf von Jogereit. Er bittet sie dringend, in sein Ferienhaus zu kommen, da er eine geheime Dienstsache mit ihr besprechen müsse. Sie verlässt Schäffers feuchtfröhliche Geburtstagsparty im Gasthof Aubach.
In derselben Nacht wird die Leiterin der für Hammelforst zuständigen Polizeiwache, Kommissarin Sandra Holm, zum Tatort gerufen. Dort trifft sie auf das bewaffnete, aber in Zivil gekleidete Hengascher Polizistentrio Haas, Schäffer und Schmied. Jogereit liegt tot am Boden. Als auch Schäffers Frau am Tatort auftaucht, nimmt Holm alle Anwesenden fest.
Bei der Befragung in der hochmodern eingerichteten Hammelforster Polizeiwache bietet sich der Kommissarin ein buntes Bild an erdachten und tatsächlichen Verläufen dieses Tages, da jeder der Befragten sich selbst gut zu positionieren und andere möglichst wenig zu schädigen sucht. Dabei macht sich jeder unglaubwürdig: Sophie Haas durch Versuche, „von Polizistin zu Polizistin“ zu sprechen, Dietmar Schäffer durch starke Trunkenheit, Bärbel Schmied durch hormonell bedingte Stimmungsschwankungen und Heike Schäffer aufgrund deutlich subjektiver Schilderungen der Personen aus ihrem Umfeld. Während der Befragung werden dem Zuschauer immer wieder bereits vergangene Augenblicke in leicht veränderter Inszenierung präsentiert, als blicke man durch die Augen der Protagonisten.
Nun kommt der Hengascher Bürgermeister Jan Schulte auf die Wache, um die Freilassung seiner Freundin Sophie Haas zu erreichen. Im Streit darüber mit der Hammelforster Kommissarin liefert er die entscheidenden Hinweise, mit denen Haas und Holm den Fall gemeinsam lösen können. Die Täterin ist Mara, Jogereits jugendliche Freundin, die gemeinsam mit dem jungen Gärtner an Jogereits Bestechungsgelder gelangte, die dieser in dem Panikraum seines Wochenendhauses aufbewahrte.

## Rezeption

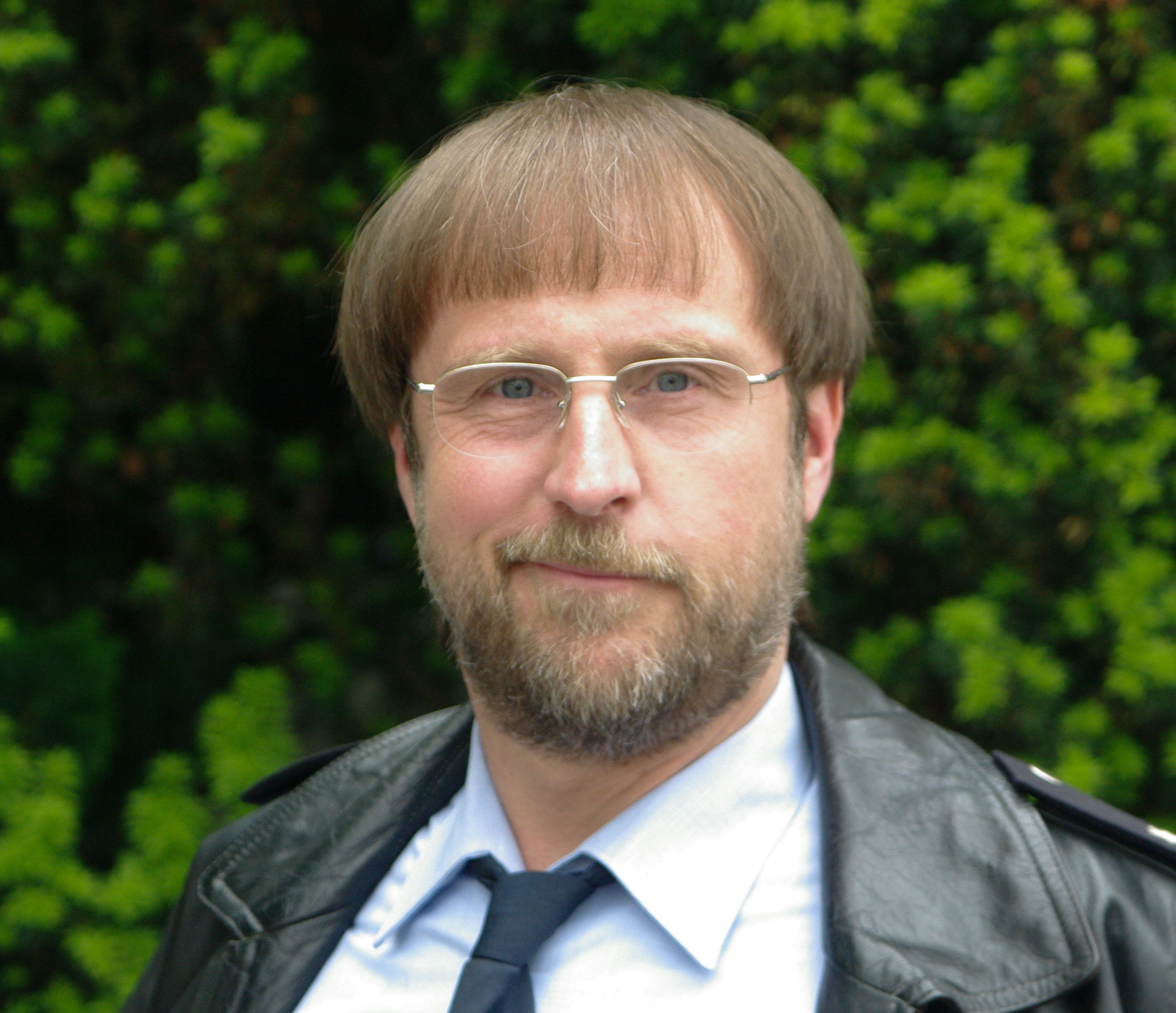
Bjarne Mädel spielt Dietmar Schäffer

TV Spielfilm schrieb: „Das (vorläufige) Serienfinale enthält natürlich alles, was der Fan lieb gewonnen hat […]. Regisseur Jan Schomburg […] und sein Kameramann Marc Comes haben aber auch ganz eigene, schräge Akzente gesetzt. Allein wie sie die einzelnen Aussagen der ‚Entlastungszeugen‘ stilistisch in verschiedene Genres verpackt haben, ist ein großartiger Spaß.“
Der Filmdienst vergab drei von fünf möglichen Sternen: „Originell-amüsanter (Fernseh-)Krimi als abendfüllender Ableger einer Serie, der von skurrilen Figuren, hintergründig-absurden Einfällen und der Liebe zu Details lebt.“

## Auszeichnungen
- 2016: Nominierung für den Grimme-Preis in der Kategorie Fiktion[6]